# Folkkommissariernas råd
Folkkommissariernas råd (ryska: Совет народных комиссаров, Sovjet narodnich komissarov), förkortat Sovnarkom (ryska: СовНарКом) eller SNK (ryska: СНК), var det revolutionära Rysslands och därefter Sovjetunionens regering.
Folkkommissariernas råd bildades i Ryssland (Ryska socialistiska federativa rådsrepubliken) efter oktoberrevolutionen 1917 och reglerades i 1918 års sovjetförfattning som ansvarig inför den allryska sovjetkongressen för ”den allmänna förvaltningen av statens affärer”. Sovnarkom befullmäktigades i författningen att utfärda dekret med lags fulla kraft, om så erfordrades när kongressen inte var samlad.
Det var Lev Trotskij som kom på termen råd, och man undvek därmed bourgeoisie-termerna minister och kabinett. Folkkommissarierna fungerade som regeringens ministrar, och ministerierna kallades ”folkkommissariat” (Narodnij komissariat, förkortat НарКомат, Narkomat).
Folkkommissariernas råds ordförande, utsedd av kongressen, hade en funktion liknande en premiärministers. Rådets första ordförande var Vladimir Lenin.

## Sovjetunionens Folkkommissariernas råd
Då Sovjetunionen bildades 1922 grundades det allunionella Folkkommissariernas råd med Rysslands Sovnarkom som förebild. Sovjetrepublikerna hade sina egna folkkommissarieråd för inrikespolitik.

## Ministerrådet
År 1946 ersattes unionens Sovnarkom av Ministerrådet (Sovjet Ministrov eller Sovmin). Samtidigt bytte folkkommissariaten namn till ministerier och folkkommissarierna blev ministrar. Även delrepublikernas regeringar gjorde motsvarande namnändringar.